# 董先
董先（公元1111前-1156年），字觉民，河南府洛阳人，岳家军先锋大将。

## 生平
宋高宗紹興元年（1131年），金將高瓊率眾取商州，董先禦之。
紹興二年（1132年），从京西制置使翟兴抗金，权任商虢镇抚使，二月伪降偽齊刘豫，三月王彥及董先戰虢州（䝞州）界，旋归南宋。
紹興四年（1134年），李成率兵來戰，統制官董先還擊，大敗李成。
紹興九年（1139年），秦檜與宋高宗評論牛皋、董先等人能力。
紹興十六年（1146年），改邕州觀察使
紹興十八年（1148年），添差两浙西路马步军副都总管，平江府驻扎。
紹興二十六年（1156年），龙卫神卫四厢都指挥使、建武军承宣使、新江南西路马步军副都总管董先卒于鄂州，宋廷追贈節度使

## 家族
- 曾祖：董□□
- 祖：董钦
- 父：董全，累赠武节大夫
- 母：郭氏，赠硕人
- 妻：王氏，累封硕人、楚国太夫人
- 子：董纲，从义郎、归州巡检
- 子：董绍，武节郎、殿前司神勇下军第五将正将
- 子：董绶，成忠郎
- 子：董绅，成忠郎
- 子：董绂，成忠郎
- 子：董纶
- 女：董氏，适承节郎裴良肱
- 女：董氏
- 女：董氏